# Glicòlisi

Esquema del procés.

La glicòlisi (del grec γλυκύς "dolç" i λύσις "trencament"), glucòlisi o via d'Embden-Meyerhof és una via metabòlica per la qual una molècula de glucosa (Glc) és oxidada fins a dues molècules d'àcid pirúvic o piruvat (Pyr).
La glicòlisi és l'inici tant de la respiració aeròbica com de l'anaeròbica i en aquest sentit és l'arquetip d'un procés metabòlic universal que es pot trobar (amb molt poques variacions) a la majoria de tipus cel·lulars de gairebé tots els organismes. Implicada en la respiració aeròbica, és la principal font d'energia de molts organismes procariotes, cèl·lules eucariotes privades de mitocondris (per exemple els eritròcits madurs) i cèl·lules eucariotes que es troben en concentracions baixes d'oxigen (per exemple durant la contracció muscular intensiva o durant la fermentació del llevat).
És una de les vies originals dins de l'evolució i en gairebé totes les cèl·lules es desenvolupa de la mateixa manera: una molècula de glucosa es converteix en dues molècules de piruvat, formant-se ATP i NADH. En eucariotes i procariotes, la glicòlisi té lloc al citosol de la cèl·lula. En les cèl·lules vegetals, algunes de les reaccions glicolítiques es troben també en el cicle de Calvin, que té lloc a l'interior dels cloroplasts. L'àmplia conservació d'aquesta via inclou els organismes filogenèticament més antics i per això es considera una de les vies metabòliques més antigues.
Malgrat que la glucosa és, de bon tros, el monosacàrid més utilitzat, n'hi ha d'altres que també són combustibles importants que es poden introduir en la ruta glicolítica, com la fructosa i la galactosa, per la qual cosa l'estratègia consisteix a convertir aquests sucres en metabòlits derivats de la glucosa.
La glicòlisi consisteix en 10 reaccions enzimàtiques que converteixen la glucosa en piruvat, el qual és capaç de seguir altres vies metabòliques i d'aquesta manera seguir proporcionant energia a l'organisme.
És la via inicial del catabolisme (degradació) d'hidrats de carboni (sucres) i té tres funcions principals: a) la generació de molècules que poden actuar com a font d'energia cel·lular o poder reductor (ATP i NADH); b) la producció de piruvat, necessari per iniciar el cicle de l'àcid cítric com a part de la respiració aeròbica, i c) la producció de compostos intermediaris de sis i tres carbonis que poden ésser utilitzats en altres vies metabòliques.
Quan hi ha absència d'oxigen (anòxia o hipòxia) després que la glucosa passi aquest procés, el piruvat pateix una fermentació, una segona via d'obtenció d'energia que, igual que la glicòlisi, és poc eficient. El tips de compost obtingut de la fermentació acostuma a variar segons el tipus d'organisme. En els animals el piruvat fermenta a lactat i en els llevats, a etanol.
El tipus de glicòlisi més comú i més conegut és la via d'Embden-Meyerhoff, explicada inicialment per Gustav Embden i Otto Meyerhoff. Per aquest motiu glicòlisi s'utilitza com a sinònim de la via d'Embden-Meyerhoff.

## Història
Els primers estudis informals dels processos glicolítics van ser iniciats el 1860, quan Louis Pasteur va descobrir que els microorganismes són els responsables de la fermentació, i el 1897 quan Eduard Buchner va trobar que cert extracte cel·lular pot causar la fermentació.
La següent contribució va ser d'Arthur Harden i William Young l'any 1905, quan van determinar que són necessàries una fracció cel·lular d'alt pes molecular i termosensible (enzims) i una fracció citoplasmàtica de baix pes molecular i termoinsensible (ATP, ADP, NAD+ i altres cofactors) perquè la fermentació tingui lloc. Els detalls de la via en si van ser determinats el 1940 amb un gran avanç d'Otto Meyerhoff i, alguns anys després, per Luis Leloir. Les principals dificultats a l'hora de determinar el més complicat i confús de la via va ser la curta vida i les baixes concentracions dels intermedis en les ràpides reaccions glicolítiques.
És interessant destacar que la glicòlisi fou la primera via metabòlica complexa que es va aclarir bioquímicament.

## Visió general
La glicòlisi és la forma més ràpida d'aconseguir energia per a la cèl·lula i, en el metabolisme dels hidrats de carboni, generalment és la primera via a la que es recorre.
La font principal per a aquesta via és la glucosa proporcionada per l'alimentació, la glucosa obtinguda de novo (gliconeogènesi) i l'alliberada en la degradació de les reserves de glucogen.
La glicòlisi és una de les vies més estudiades, està estructurada en 10 reaccions enzimàtiques que permeten la transformació d'una molècula de glucosa en dues molècules de piruvat mitjançant un procés catabòlic. Aquestes 10 reaccions es divideixen en dues fases: la primera, de consum d'energia, i la segona, d'obtenció d'energia.
La primera fase consisteix a transformar una molècula de glucosa en dues molècules de gliceraldehid-3-fosfat (una molècula de baix nivell energètic) mitjançant l'ús de dues molècules d'ATP. Aquest pas permet duplicar els resultats de la segona fase d'obtenció d'energia, ja que les molècules inicials són de 6 àtoms de carboni i les finals únicament de 3.
En la segona fase el gliceraldehid 3P pateix una oxidació (que provoca la reducció del coenzim NAD+) i es transforma en un compost d'alt nivell energètic, el qual generarà una molècula d'ATP (en realitat dues, ja que es generen dues molècules de gliceraldehid per cada glucosa). Aquesta obtenció d'energia s'aconsegueix mitjançant la unió d'una reacció fortament exergònica després d'una lleument endergònica. Aquesta unió té lloc una vegada més en aquesta fase, generant dues molècules de piruvat i dues més d'ATP. D'aquesta manera en la segona fase s'obtenen 4 molècules d'ATP.
Així doncs la reacció global de la glicòlisi és:
glucosa + 2 NAD+ + 2 ADP + 2 Pi → 2 piruvat + 2 NADH + 2 ATP + 2H+ + H₂O
- L'ATP (Adenosina Trifosfat) és la font d'energia universal de la cèl·lula.
- El NADH atorga la capacitat de reduir altres compostos que pertanyin a altres vies metabòliques o bé s'utilitza per sintetitzar ATP (cadena respiratòria).

En estat de repòs l'organisme humà processa uns 200g de glucosa al dia mitjançant la ruta glicolítica.

## Etapes de la glicòlisi
La glicòlisi consta de deu reaccions enzimàtiques, que es divideixen en dues fases. En la primera fase, la preparatòria, es generen dues molècules de gliceraldehid-3-fosfat a partir de la divisió d'una de glucosa, consumint energia en forma d'ATP. En la segona fase, de benefici energètic, el gliceraldehid-3-fosfat és oxidat a piruvat, generant ATP.

### Fase de despesa d'energia
Aquesta primera fase de la glicòlisi consisteix a transformar una molècula de glucosa en dues molècules de gliceraldehid (en forma de gliceraldehid-3-fosfat). És una etapa preparatòria, en la qual es generen dues molècules de gliceraldehid-3-fosfat consumint-ne dues d'ATP.

#### Primer Pas. Hexocinasa

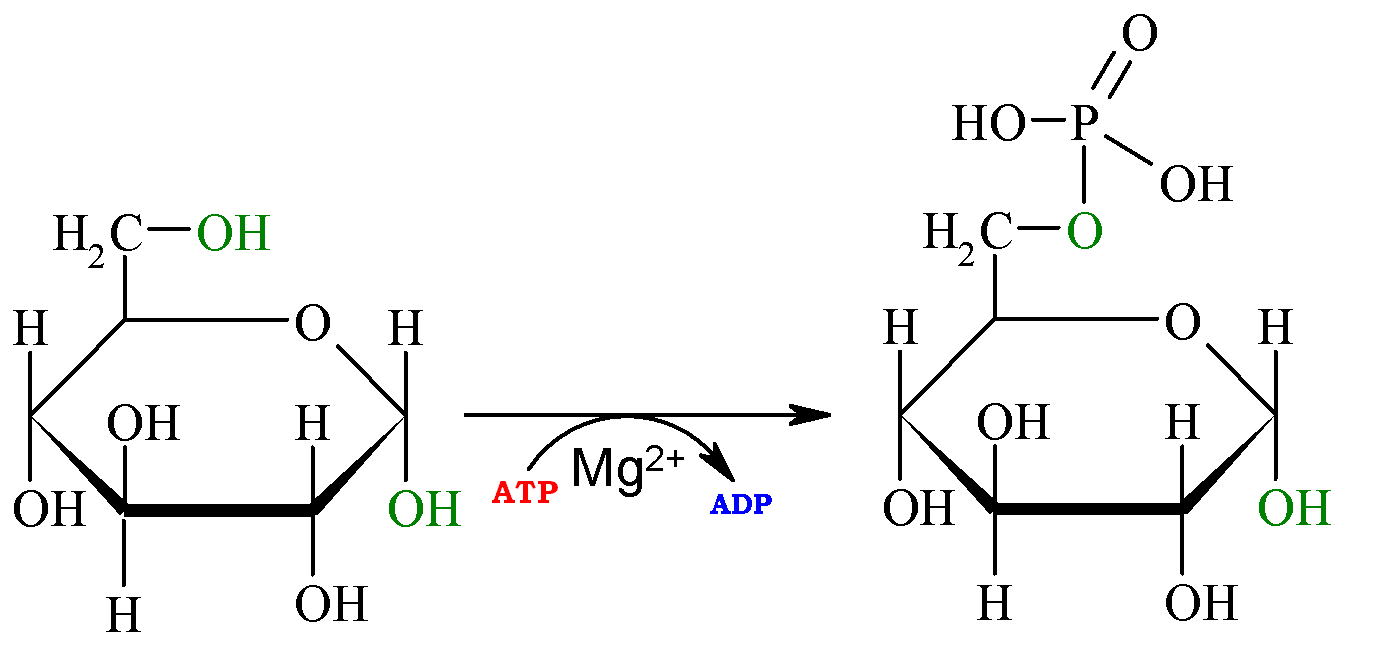
Aquesta imatge correspon a la primera reacció de la glicòlisi

La primera reacció de la glicòlisi consisteix en la fosforilació de la glucosa per convertir-la en glucosa 6-fosfat.
Els avantatges de fosforilar la glucosa són, duna banda, fer de la glucosa un metabòlit més reactiu i, per altra banda, donada la càrrega negativa de la glucosa-6-fosfat, evitar que travessi la membrana cel·lular (ja que no existeix un transportador per a aquesta molècula), evitant d'aquesta manera la pèrdua de substrat energètic per la cèl·lula.
Aquesta reacció succeeix per la transferència d'un grup fosfat de l'ATP, una reacció catalitzada per l'enzim Hexocinasa7, la qual pot fosforilar (afegir un grup fosfat) molècules similars a la glucosa, com ara la fructosa o la manosa. L'hexocinasa es considera un prototip dels enzims que s'"adapten" a un substrat (segons el model d'encaix induït). Una característica de les cinases és la concentració de substrat al centre actiu: en l'hexocinasa la sortida d'aigua facilita la transferència del grup fosfat de l'ATP a la glucosa; i de la mateixa manera que moltes altres cinases depèn del catió Mg2+, que forma un complex amb el grup trifosfat de l'ATP. Tècnicament l'hexocinasa només fosforila les D-hexoses i utilitza de substrat MgATP2+, ja que, com s'ha indicat, aquest catió permet que l'últim fosfat de l'ATP (fosfat gamma λ-P o Pλ) sigui un blanc més fàcil per a l'atac nucleofílic que realitza el grup hidroxil (OH) del sisè carboni de la glucosa, cosa que és possible gràcies a l'ió magnesi (Mg2+) que apantalla les càrregues dels altres dos fosfats.
Aquesta reacció posseeix un ∆G negatiu i, per tant, es tracta d'una reacció en la que es perd energia en forma de calor. En nombrosos bacteris aquesta reacció està unida a l'última reacció de la glicòlisi (de fosfoenolpiruvat a piruvat) per poder aprofitar l'energia sobrant: el fosfat del fosfoenolpiruvat es transfereix a una proteïna d'un sistema de transport fosfotransferasa, i en última instància, el fosfat passarà a una molècula de glucosa captada de l'exterior de la cèl·lula i alliberada en forma de glucosa-6-fosfat a l'interior cel·lular. Es tracta, per tant, d'unir la primera i l'última reacció d'aquesta via i utilitzar l'excés d'energia per realitzar un tipus de transport a través de la membrana denominat translocació de grup.

#### Segon pas. Glucosa-6-fosfat isomerasa

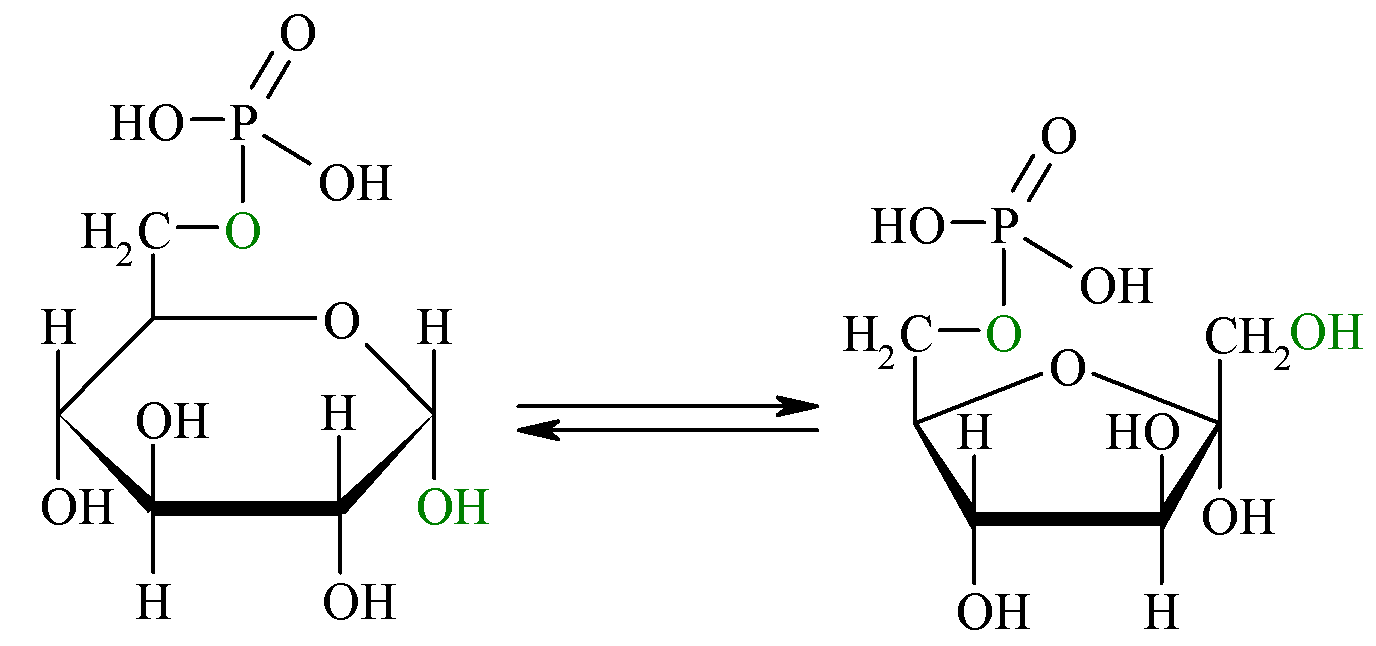
Aquesta imatge correspon a la segona reacció de la glicòlisi

Aquesta reacció, una isomerització aldosa-cetosa catalitzada per l'enzim glucosa-6-fosfat isomerasa, isomeritza la glucosa 6-fosfat a fructosa 6-fosfat. La isomerització succeeix en una reacció de 4 passos, que implica l'obertura de l'anell i un traspàs de protons a través d'un intermediari cis-endiol. Ja que l'energia d'aquesta reacció és igual a 1,7 kJ/mol, la reacció no és espontània i s'ha d'unir.
Aquest pas defineix la geometria molecular que afectarà les dues etapes crítiques d'aquesta primera fase de la glicòlisi: el següent pas, que agregarà un grup fosfat al producte d'aquesta reacció, i el pas 4, quan es creïn dues molècules de gliceraldehid que finalment seran les precursores del piruvat.

#### Tercer pas. Fosfofructocinasa

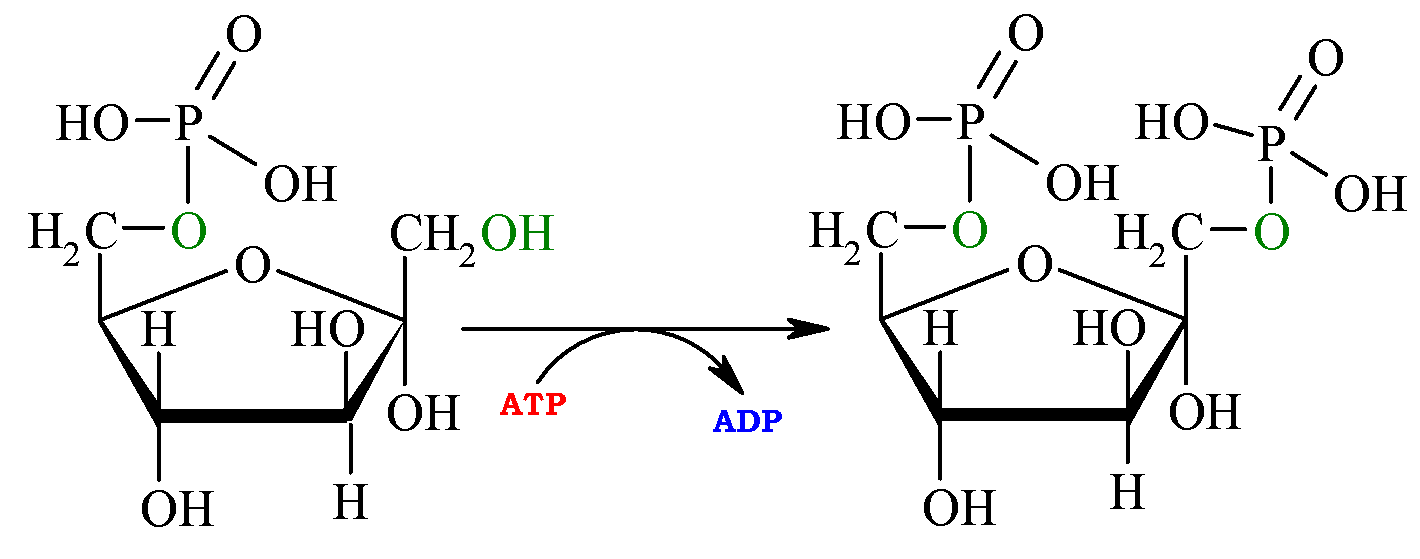
Aquesta imatge correspon a la tercera reacció de la glicòlisi

En aquesta reacció es fosforila el carboni 1 de la fructosa 6-fosfat generant fructosa 1,6-bisfosfat. És una reacció irreversible, catalitzada per l'enzim fosfofructocinasa-1 (PFK-1) i en la qual es consumeix ATP. Aquesta irreversibilitat és important, ja que l'enzim PFK-1 és l'enzim clau en la regulació de la glucòlisi, esdevenint-ne el punt de control. Això es deu al fet que té centres al·lostèrics, sensibles a les concentracions d'intermedis com ara el citrat i els àcids grassos. Així mateix la seva activitat augmenta a mesura que disminueix l'abastament d'ATP o quan els productes d'hidròlisi d'aquest (ADP i AMP) es troben en excés.
Alliberant un enzim anomenat fosfofructocinasa-2 que fosforila el carboni 2 (formant fructosa 2,6-bisfosfat) es regula la reacció.

#### Quart pas. Fructosa-1,6-bisfosfat aldolasa

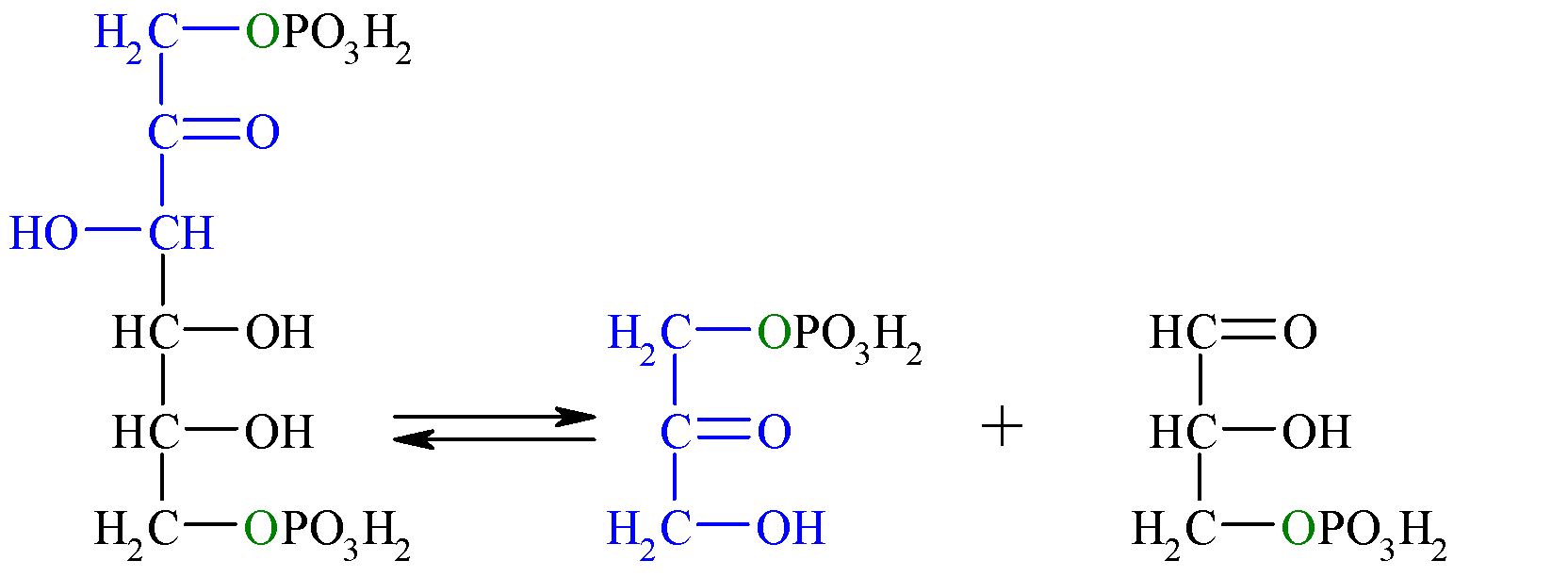
Aquesta imatge correspon a la quarta reacció de la glicòlisi

L'enzim fructosa-1,6-bifosfat aldolasa, mitjançant una condensació aldòlica reversible, trenca la fructosa 1,6-bifosfat en dues molècules de tres carbonis (trioses): dihidroxiacetona fosfat i gliceraldehid 3-fosfat.
Malgrat que aquesta reacció té una energia lliure ∆G de 23,9 kJ·mol-1 i que, per tant, en condicions estàndard no succeeix de manera espontània, en condicions intracel·lulars (baixa concentració de substrat) l'energia lliure és petita, la qual cosa permet que aquesta reacció sigui reversible.
Hi ha dos tipus d'aldolasa, que difereixen tant en el tipus d'organismes on s'expressen, com en els intermediaris de reacció.

#### Cinquè pas. Triosafosfat isomerasa

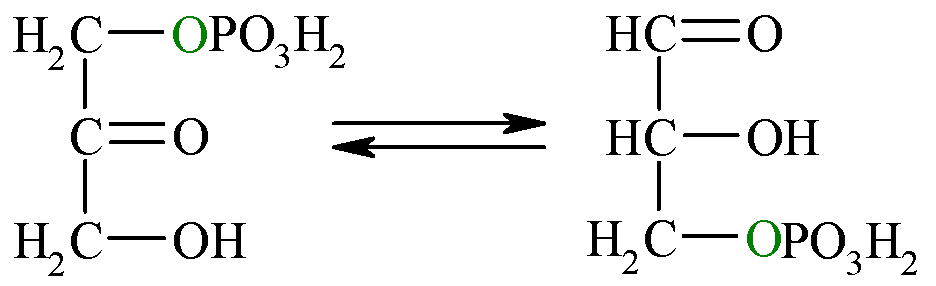
Aquesta imatge correspon a la cinquena reacció de la glicòlisi

La dihidroxiacetona fosfat generada en el pas anterior és isomeritzada a gliceraldehid 3-fosfat (G3P) mitjançant l'enzim triosafosfat isomerasa, de manera que s'obtenen dues molècules de G3P per cada molècula de glucosa.
L'eficiència de l'enzim triosafosfat isomerasa és summament elevada, sent aquest enzim catalíticament perfecte, ja que la reacció només està limitada per la velocitat en què el substrat difon al lloc d'unió amb l'enzim.
Aquesta reacció posseeix una energia lliure en condicions estàndard positiva, la qual cosa implicaria un procés no favorable. Tot i això, igual que en l'anterior, considerant les concentracions intracel·lulars del reactiu i el producte, l'energia total és negativa, raó per la qual la direcció afavorida és cap a la formació de gliceraldehid-3-fosfat.

### Fase de benefici energètic
En aquesta fase s'oxida el gliceraldehid (en forma de gliceraldehid 3-fosfat) a piruvat, generant més ATP que el consumit durant la primera etapa. Atès que en la primera etapa es generen dues molècules de G3P, en la segona etapa cada reacció es dona dues vegades per molècula de glucosa inicial.

#### Sisè pas. Gliceraldehid-3-fosfat deshidrogenasa
Aquesta reacció, catalitzada per l'enzim gliceraldehid-3-fosfat deshidrogenasa (GAP deshidrogenasa) en cinc passos, consisteix a oxidar el gliceraldehid 3-fosfat utilitzant NAD+ per afegir un grup fosfat a la molècula, augmentant d'aquesta manera l'energia del compost. Tècnicament, el grup aldehid s'oxida a un grup acil-fosfat, que és un derivat d'un carboxil fosfatat. Aquest compost posseeix una energia d'hidròlisi summament elevada (pròxima als 50 kJ/mol) pel que s'inicia el procés de reaccions que permetran recuperar l'ATP més endavant. Mentre el grup aldehid s'oxida, el NAD+ es redueix, el que converteix aquesta reacció en una reacció redox.

#### Setè pas. Fosfoglicerat cinasa
En aquest pas l'enzim fosfoglicerat cinasa transfereix el grup fosfat de l'1,3-bifosfoglicerat a un ADP, generant així la primera molècula d'ATP de la via. En aquesta etapa es recuperen 2 ATP, ja que la glucosa es transforma en dues molècules de gliceraldehid. Els passos 6 i 7 de la glicòlisi ens mostren un cas d'unió de reaccions, on una reacció energèticament desfavorable (pas 6) és seguida per una reacció molt favorable energèticament (pas 7) que indueix la primera reacció. En altres paraules, com que la cèl·lula es manté en equilibri, el descens en les reserves d'1,3-bifosfoglicerat empeny l'enzim GAP deshidrogenasa a augmentar les seves reserves. La quantificació de l'energia lliure per la unió de les dues reaccions està al voltant dels -12 kJ/mol.
Aquesta manera d'obtenir ATP sense necessitat d'oxigen, s'anomena fosforilació a nivell de substrat.

#### Vuitè Pas. Fosfoglicerat mutasa
El 3-fosfoglicerat provinent de la reacció anterior s'isomeritza donant lloc a 2-fosfoglicerat mitjançant l'enzim fosfoglicerat mutasa. L'únic que succeeix en aquesta reacció és el canvi de posició del grup fosfat del C₃ al C₂. Ambdós compostos tenen energies similars (variació d'energia lliure propera a zero) i, per tant, és una reacció reversible.

#### Novè pas. Enolasa
L'enzim enolasa propicia la formació d'un doble enllaç en el 2-fosfoglicerat, eliminant una molècula d'aigua formada per l'hidrogen del C₂ i l'OH del C₃. El resultat és el fosfoenolpiruvat.

#### Desè pas. Piruvat cinasa
L'enzim piruvat cinasa (depenent de Mg2+ i K+) transfereix el grup fosfat del fosfoenolpiruvat a una molècula d'ADP, generant ATP i la forma enòlica del piruvat, que tautomeritza a piruvat.
L'energia lliure és de -31.4 kJ/mol, per tant la reacció és favorable i irreversible, també en condicions intracel·lulars (∆Gº'=-23 kJ/mol). Aquesta reacció és un altre punt de regulació de la glicòlisi.

## Destí del piruvat
El piruvat obtingut en el procés de la glicòlisi és metabolitzat a través d'una de tres rutes catabòliques.
En organismes i teixits aeròbics, es produirà una descarboxilació a través de la piruvat descarboxilasa per formar el grup acetil de l'acetilcoenzim A, que serà oxidat completament a CO₂ a través del cicle de Krebs, on es genera NADH i FADH₂. Aquests compostos no poden creuar la membrana mitocondrial, i per tant, utilitzen sistemes d'intercanvi amb altres compostos anomenats llançadores o shuttles. Les més conegudes són la llançadora malat-aspartat i la llançadora glicerol-3-fosfat, mitjançant les quals no es transfereix la molècula generada sinó un equivalent a l'interior de la membrana mitocondrial. Finalment NADH i FADH2 passaran per la cadena de transport d'electrons, i seran utilitzats per sintetitzar ATP. D'aquesta manera es poden obtenir 30 mols d'ATP a partir d'1 mol de glucosa.
En condicions anaeròbiques, ja sigui per l'absència de mitocondri en la cèl·lula (com els eritròcits) o bé cal una gran quantitat d'ATP, el piruvat s'oxida mitjançant una fermentació, en la qual s'obtenen dues molècules d'ATP per molècula de glucosa, fent d'aquesta una via poc eficient. Hi ha dos tipus principals de fermentació, que varia segons el tipus d'organisme: en els llevats es produeix una fermentació alcohòlica, produint etanol i CO₂ com a producte final, mentre que en les cèl·lules animals musculars, en els eritròcits i alguns altres microorganismes es produeix una fermentació làctica, que dona com a resultat àcid làctic o lactat.

## Enzims que intervenen en la glicòlisi[3]
- Transferència de grups fosfats: Quatre cinases transfereixen un gup fosfat de o a l'ATP a o des d'un intermediari
- Isomerització: Dues isomerases converteixen aldoses en cetoses i viceversa
- Escissió aldòlica: Una aldosa s'encarrega de trencar l'enllaç covalent entre dos carbonis d'un intermediari de 6 carbonis generant dues unitats de 3 carbonis.
- Oxidació i fosforilació: Una deshidrogenasa catalitza la transferència d'electrons del substrat (que es fosforila) al coenzim NAD+
- Transferència de grups funcionals: Una mutasa transfereix, intramolecularment, un residu de fosfat d'un àtom d'oxigen al següent.
- Deshidratació: Una enolasa (deshidratasa) separa una molècula d'aigua d'un intermediari formant un doble enllaç.

## Balanç energètic
El balanç energètic final és positiu; el rendiment total de la glicòlisi d'una sola glucosa (6C) és de dos ATP i no quatre (dos per cada gliceraldehid-3-fosfat (3C)), ja que es consumeixen dos ATP en la primera fase, i dos NADH (que deixaran els electrons a la cadena transportadora d'electrons per formar tres ATP per cada electró en presència d'oxigen).
Amb aquesta via s'obté un baix rendiment d'energia utilitzable però és suficient per disposar d'energia ràpidament en condicions anaeròbiques (per exemple durant un esforç intens).
Tot i això en condicions aeròbiques es pot obtenir un rendiment energètic més elevat, regenerant en NADH a la cadena respiratòria i transformant el piruvat a Acetil CoA, permetent que aquest s'incorpori al cicle de Krebs.
Amb la molècula de piruvat, mitjançant un pas d'oxidació intermedi anomenat descarboxilació oxidativa, mitjançant el qual el piruvat passa a l'interior del mitocondri, alliberant CO₂ i un electró que oxida el NAD+, que passa a ser NADH+H+ i guanya un CoA-SH (coenzim A) formant-se en Acetil-CoA gràcies a l'enzim piruvat deshidrogenasa, que pot entrar al cicle de Krebs (juntament amb la cadena de transport d'electrons, la glicòlisi la descarboxilació anomenada es denomina Respiració.)

## Altres sucres entren a la glicòlisi
Amb l'objectiu d'aprofitar al màxim els substrats dels quals disposa l'organisme hi ha altres sucres com la manosa, la fructosa o la galactosa que pateixen una sèrie de reaccions i que posteriorment s'incorporen a la glicòlisi.
La manosa és l'epímer C₂ de la glucosa i es troba a les glucoproteïnes dels aliments. Després de la fosforilació per part de l'hexocinasa, la fosfomanosa isomerasa transforma la manosa-6-fosfat obtinguda en fructosa-6-fosfat que s'incorpora immediatament a la ruta glucolítica.
L'entrada de la fructosa és una mica més complicada. La fructosa és un component del disacàrid sacarosa que és present en l'alimentació en gran quantitat. En el teixit adipós i en els músculs l'hexocinasa fosforila fructosa a fructosa-6-fosfat en petites quantitats i obre, d'aquesta manera, el camí a la fructosa. Tot i que el valor de la km de l'hexocinasa per a la fructosa és vint vegades superior que per a la glucosa, la seva concentració en el teixit adipós és molt baixa, de manera que la glucosa no li fa competència com a substrat. Però aquesta situació és molt diferent en un medi ric en glucosa com ara el fetge: en “dominar” la glucosa, aquesta tanca l'entrada al cicle a la fructosa; així doncs els hepatòcits utilitzen altres vies per aprofitar la fructosa. Primer la fructocinasa converteix la fructosa en fructosa-1-fosfat consumint ATP. A continuació la fructosa-1-fosfat aldolasa trenca aquesta fructosa en dihidroiacetonafosfat i gliceraldehid. Posteriorment la triocinasa fosforila, gastant ATP, el gliceraldehid a gliceralsehid-3-fosfat. D'aquesta manera els dos isòmers ja es poden incorporar a la glicòlisi.
En el cas de la galactosa, epímer C4 de la glucosa, calen quatre enzims que inclouen, a més a més de transferències de grups fosfat, una epimerització i una transferència d'uridilat. La galactocinasa realitza el primer pas fosforilant la galactosa a galactosa-1-fosfat obtinguda utilitzant ATP. Després aquesta galactosa-1-fosfat obtinguda reacciona amb Uridina difosfat(UDP)-glucosa. Aquesta reacció és catalitzada per la galactosa-1-fosfat-uridilatotransferasa i s'origina UDP-galactosa i glucosa-1-fosfat. La UDP-galactosa-4-epimerasa regenera la UDP-glucosa modificant la configuarció de l'hidroxil del C4. La glucosafosfat mutasa converteix finalment la glucosa-1-fosfat en glucosa-6-fosfat aconseguint d'aquesta manera la connexió amb la glicòlisi.

## Regulació

### L'efecte Pasteur
L'efecte Pasteur és la visualització del poder que posseeix l'oxigen en la fermentació regulada pels llevats, que va ser descobert per Louis Pasteur en observar la relació entre la taxa de fermentació i l'existència d'aire. Va determinar que aquestes tenien una relació inversa i, a més a més, va observar que en condicions aeròbiques, les cèl·lules de llevats augmentaven i la fermentació disminuïa. D'aquesta manera, l'efecte Pasteur va ser una de les primeres observacions que algú va realitzar al procés de la glicòlisi de manera indirecta, però observant que el metabolisme primari de glucosa es podia realitzar amb presència o absència d'oxigen i que en aquest últim té lloc la fermentació alcohòlica.

### Regulació enzimàtica
La glicòlisi es regula enzimàticament en els tres punts irreversibles d'aquesta ruta; en la primera reacció (Glucosa Glucosa-6P) mitjançant l'hexocinasa; en la tercera reacció (Fructosa-6P → Fructosa-1,6BP) per mitjà de la fosfofructocinasa-1 i en l'últim pas (Fosfoenolpirúvic → Piruvat) per la piruvat-cinasa.
- L'hexocinasa és un punt de regulació poc important, ja que s'inhibeix quan hi ha molta glucosa-6-fosfat en el múscul i a més a més s'utilitza per altres vies.
- La fosfofructocinasa és l'enzim principal de la glicòlisi, actua com una clau d'aigua, si està activa catalitza moltes reaccions i s'obté més fructosa-1,6P cosa que permetrà als enzims següents transformar molt piruvat. Si està inhibida en canvi, s'obtenen baixes concentracions de producte i, per tant, s'obté poc piruvat.

Aquest enzim és controlat per una regulació al·lostèrica mitjançant: per una banda s'activa gràcies a nivells energètics elevats d'ADP i AMP, inhibint-se en abundància d'ATP i citrat, i per altra s'activa en presència d'un regulador generat per la fosfofructocinasa-2: la fructosa-2,6-bifosfat, que no és un metabòlit intermediari ni de la glicòlisi ni de la gluconeogènesi, sinó un regulador de les dues vies que reflecteixen el nivell de glucagó en sang.
La lògica de la inhibició i activació són les següents:
- ATP: inhibeix aquest enzim, ja que si hi ha una alta concentració d'ATP la cèl·lula no necessita generar-ne més.
- Citrat: si la concentració de citrat és alta, el cicle de Krebs va més lent del que el substrat (acetilCoA) arriba per degradar-se i la glucosa serà més alta. En el cicle de Krebs es produeix molt NADH i FADH2, perquè funcioni s'han de reoxidar a la cadena de transport electrònic creant gradient de protons; si el gradient no es gasta, els coenzims no es reoxiden i el cicle de Krebs es para.
- AMP, ADP: l'alta concentració d'aquestes molècules implica que hi ha una carència d'ATP, i per aquesta raó és necessària la glicòlisi, per generar piruvat i energia.
- La piruvatcinasa es regula diferentment segons el teixit en el que treballa, però en el fetge s'inhibeix en presència d'ATP i Acetil CoA i s'activa gràcies a la fructosa 2,6-Bifosfat i segons la concentració de fosfoenolpirúvic.

### Regulació per insulina
A més a més en el fetge hi ha un isoenzim de la fosfofructocinasa que inhibeix molt notablement l'activitat glicolítica quan la concentració de glucosa en sang és baixa, assegurant d'aquesta manera que els teixits que únicament poden obtenir energia a partir de la glucosa, com ara les cèl·lules cerebrals, els eritròcits o les glàndules suprarenals, en disposin de la quantitat suficient.
Així doncs en augmentar els nivells de glucosa a la sang, després de menjar, les cèl·lules beta del pàncrees estimulen la producció d'insulina i aquesta, al seu torn, augmenta l'activitat de la glucocinasa en els hepatòcits.
Les concentracions altes de glucagó i les baixes d'insulina disminueixen la concentració intracel·lular de fructosa-2,6BP; això comporta com a conseqüència la disminució de la glicòlisi i l'augment de la gluconeogènesi.

## Glicòlisi en altres organismes

### Glicòlisi en plantes
En les plantes, una part de la fotosíntesi és la ruta glucolítica. Aquesta apareix mitjançant el Cicle de Calvin, que a través de pentoses, produeix glucosa, fructosa i midó.

## Etapes de la glucòlisi
En aquesta via metabòlica hi ha tres etapes. L'etapa 1 és la conversió de la glucosa en l'1,6-bisfosfat de fructosa, consta de 3 passos: una fosforilació, una isomerització i una segona reacció de fosforilació. La finalitat d'aquests passos inicials de la glicòlisi és atrapar la glucosa dins la cèl·lula i formar un compost que pugui ser escindit fàcilment en unitats fosforilades de 3 carbonis. L'etapa 2 és l'escissió de l'1,6-bisfosfat de fructosa en dos fragments de 3 carbonis. Com es veurà més endavant, els dos fragments són fàcilment interconvertibles. L'etapa 3 s'obté ATP a partir de l'oxidació a piruvat dels fragments de 3 carbonis.

## Procés de la glucòlisi

### De glucosa a l'1,6-bisfosfat de fructosa

#### L'hexocinasa atrapa la glucosa dins la cèl·lula i comença la glicòlisi
La glucosa entra dins la cèl·lula, mitjançant proteïnes de transport específiques, i és fosforilada per l'ATP per tal de formar 6-fosfat de glucosa. Aquest pas, la fosforilació concretament, permet començar a desestabilitzar la glucosa, fet que facilita el metabolisme posterior. L'enzim hexocinasa catalitza la reacció de transferència del grup fosforil de l'ATP al grup hidroxil del carboni 6 de la glucosa. La unió de la glucosa a l'enzim provoca un gran canvi en la conformació d'aquest. L'hexocinasa està formada per dos lòbuls que s'apropen entre si quan la glucosa s'uneix, de tal amanera que aquesta queda envoltada per la proteïna excepte el grup hidroxil del carboni 6, que acceptarà el grup fosforil de l'ATP. Aquest canvi de conformació de l'enzim és important per dos motius. En primer lloc, perquè l'ambient que rodeja la glucosa es fa molt més apolar, fet que afavoreix la donació del grup fosforil de l'ATP. En segon lloc, perquè evita que l'hexocinasa prengui l'H2O com a substrat. L'apropament dels lòbuls manté les molècules d'H2O allunyades del centre actiu.
Es genera 1,6-bisfosfat de fructosa a partir del de glucosa 6-fosfat
El següent pas és la isomerització del 6-fosfat de glucosa en el 6-fosfat de fructosa. Això significa la conversió d'una aldosa en una cetosa, respectivament. La reacció, que és catalitzada per l'enzim fosfoglucosa-isomerasa, inclou passos addicionals, ja que en primer lloc, l'enzim ha de trencar l'estructura cíclica del 6-fosfat de glucosa. A continuació, catalitzar la isomerització, i finalment, formar de nou l'estructura cíclica del 6-fosfat de fructosa.
El pas següent és la fosforilació del 6-fosfat de fructosa a 1,6-bisfosfat de fructosa, duta a terme per l'ATP. La fosfofructocinasa és l'enzim encarregat de catalitzar aquesta reacció.

### Divisió
En aquesta segona etapa es produeix la divisió de l'1,6-bisfosfat de fructosa en 3-fosfat de gliceraldehid i en fosfat de dihidroxiacetona. Aquesta reacció, que és fàcilment reversible, està catalitzada per l'enzim aldolasa. A partir d'aquí, la resta de productes de la glicòlisi estaran formats per tres carbonis en comptes de sis.
El 3-fosfat de gliceraldehid entra directament en la ruta glicolítica, però el fosfat de dihidroxiacetona, no. Si no existís una manera de convertir el fosfat de dihidroxiacetona en 3-fosfat de gliceraldehid, es perdria un fragment de tres carbonis útil per produir ATP. Tanmateix, aquests dos isòmers són fàcilment interconvertibles: el fosfat de dihidroxiacetona és una cetosa i el 3-fosfat de gliceraldehid és una aldosa. Aquest reacció d'isomerització, que és ràpida i reversible, és catalitzada per l'enzim fosfat de triosa-isomerasa (TPI).
La TPI catalitza la transferència d'un àtom d'hidrogen del carboni 1 al carboni 2, produint la isomerització de la cetosa a una aldosa. A més, certs estudis cristal·logràfics amb raigs X, entre d'altres, han demostrat que, en aquesta reacció, el glutamat 165 té el paper d'un catalitzador àcid-base típic, és a dir, que extreu un protó del carboni 1 i el transfereix al carboni 2. Malgrat tot, el grup carboxilat del glutamat 165 no és prou bàsic per extreure un protó d'un àtom de carboni adjacent a un grup carbonil, així que necessita l'ajuda de la histidina 95 en la catàlisi, ja que aquesta aporta un protó per estabilitzar la càrrega negativa que apareix en el grup carboni C-2. Així doncs, s'acaba obtenint dues molècules de 3-fosfat gliceraldehid, a partir d'una molècula d'1,6-bisfosfat.
En aquesta part de la glicòlisi és evident l'economia del metabolisme, ja que la TIP, dirigeix el fosfat de dihidroxiacetona, convertint-la en 3-fosfat-gliceraldehid, cap a la ruta glicolítica principal; no es necessita un conjunt de reaccions separades. A més, també s'aprecia la importància de la isomerització de 6-fosfat de glucosa en 6-fosfat de fructosa, i la posterior fosforilació d'aquesta en l'1,6-bisfosfat de fructosa. Si la reacció d'escissió s'hagués produït en la 6-fosfat de glucosa s'hauria obtingut un fragment de dos carbonis i un altre de quatre carbonis. Per tant, per obtenir l'energia s'haurien necessitat dues vies metabòliques diferents; una per processar el fragment de dos carbonis, i una altra per processar el de 4 carbonis. Tanmateix, la isomerització a 6-fosfat de fructosa, seguida de la fosforilació d'aquesta a l'1,6-bisfosfat de fructosa, i la posterior escissió donen lloc a dos fragments fosforilats de tres carbonis fàcilment interconvertibles, que seran oxidats en els últims passos de la glicòlisi per capturar l'energia en forma d'ATP.

### Producció d'energia
Tots els passos anteriors de la glicòlisi han transformat una molècula de glucosa en dues molècules de 3-fosfat de gliceraldehid, però encara no s'ha extret gens d'energia. En canvi, s'han gastat dues molècules d'ATP. Així doncs, en aquesta darrera etapa de la glicòlisi, una sèrie de passos atraparan en forma d'ATP una part de l'energia continguda en el 3-fosfat de gliceraldehid.
La reacció inicial d'aquesta etapa és la conversió del 3-fosfat gliceraldehid en 1,3-bisfosfoglicerat. Aquesta està catalitzada per l'enzim 3-fosfat de gliceraldehid-deshidrogenasa.
L'1,3-bisfosfoglicerat és un fosfat d'acil, que és un anhídrid mixt d'àcid fosfòric i un àcid carboxílic. Els compostos d'aquest tipus tenen un elevat potencial de transferència de fosforil; l'energia alliberada durant l'oxidació del 3-fosfat de gliceraldehid a 3-fosfoglicerat fa que un dels grups fosforil de l'1,3-bisfosfoglicerat es transfereixi a l'ADP.
La reacció catalitzada per 3-fosfat de gliceraldehid-deshidrogenasa es pot veure com la suma de dos processos: l'oxidació de l'aldehid a àcid carboxílic per NAD+, i la unió de l'àcid carboxílic i l'ortofosfat per formar el producte fosfat d'acil.
La primera d'aquestes dues reaccions és molt favorable des d'un punt de vista termodinàmic, amb ∆Gº = -50 kJ/mol, mentre que la segona és força desfavorable, ja que presenta un ∆Gº de la mateixa magnitud però de signe contrari. Així doncs, si aquestes dues reaccions es produïssin de forma consecutiva, la segona tindria una energia d'activació massa elevada i no podria tenir lloc a una velocitat biològicament significativa. Per tant, per evitar aquest fet, els dos processos s'han d'acoblar, per tal que l'oxidació favorable de l'aldehid pugui ser utilitzada per impulsar la formació del fosfat d'acil. Aquest acoblament entre totes dues reaccions és possible gràcies a un intermedi, format com a resultat de l'oxidació de l'aldehid, que està unit a l'enzim per mitjà d'un enllaç tioèster, altament energètic. Aquest intermediari reacciona amb l'ortofosfat per formar el producte final 1,3-bisfosfoglicerat amb una elevada energia.
A partir de la formació de l'1,3- bisfosfoglicerat es formarà ATP, ja que és una molècula energèticament rica que té un potencial de transferència de fosforil més gran que l'ATP. Així doncs, l'1,3- bisfosfoglicerat s'utilitza per impulsar la síntesi d'ATP a partir d'ADP. És necessària l'actuació de l'enzim fosfoglicerat-cinasa, ja que catalitza la transferència del grup fosforil del fosfat d'acil de l'1,3- bisfosfoglicerat a l'ADP. Cal tenir present que a causa de l'acció de l'aldosa s'han format dues molècules de 3-fosfat gliceraldehid i ara es generaran, per tant, dues molècules d'ATP. Així doncs, els productes resultants de la reacció són dues molècules d'ATP i dues molècules de 3-fosfoglicerat.
El 3-fosfoglicerat resultant es converteix en piruvat i es forma una nova molècula d'ATP. Perquè es formi la nova molècula d'ATP cal una reordenació del grup 3-fosfoglicerat, passa de 3 a 2-fosfoglicerat gràcies a l'acció del fosfoglicerat-mutasa; la mutasa és un enzim que catalitza el canvi intramolecular d'un grup químic, en aquest cas, l'enzim necessita quantitats catalítiques de 2,3-bifosfoglicerat per a mantenir un residu d'histidina del centre actiu en forma fosforilada. Aquest grup fosforil es transfereix al 3-fosfoglicerat per tornar a formar el 2,3-bifosfoglicerat.
Enz-His-Fosfat + 3-fosfoglicerat ↔ Enz-His + 2,3-bifosfoglicerat
Aleshores, la mutasa funciona com a fosfatasa: converteix el 2,3-bifosfoglicerat en 2-fosfoglicerat i reté el grup fosforil per regenerar la histidina modificada. Així passem de 3-fosfoglicerat a 2-fosfoglicerat.
El 2-fosfoglicerat es deshidrata i s'introdueix un doble enllaç (es forma un enol). L'enolasa catalitza la formació del fosfat d'enol, aquest té un elevat potencial de transferència de fosforil, ja que el grup fosforil atrapa la molècula en la forma enol inestable. En transferir-se el grup fosforil a l'ATP, l'enol es converteix en la forma cetona més estable, és a dir, en piruvat. La transferència pràcticament irreversible del grup fosforil del fosfoenolpiruvat a l'ADP és catalitzada per l'enzim piruvat-cinasa. Més endavant el piruvat pot convertint-se de manera anaeròbica en lacat (fermentació làctica) o en etanol (fermentació alcohòlica). En condicions aeròbiques, el piruvat es pot oxidar completament a CO₂, amb la qual cosa es genera molt més ATP.
| Piruvat-cinasa |
| És l'enzim que catalitza el tercer pas irreversible de la glicòlisi, controla el flux de sortida de la ruta metabòlica. Aquest pas final produeix ATP i piruvat, un intermediari metabòlic central que es pot oxidar encara més, o que es pot utilitzar com a molècula precursora per altres vies. L'ATP inhibeix al·lostèricament la piruvat-cinasa per tal d'alentir la glicòlisi quan la càrrega energètica és elevada. Finalment, l'alanina (sintetitzada a partir del piruvat) també inhibeix al·lostèricament la piruvat-cinasa –en aquest cas, per indicar que hi ha moltes molècules precursores-. |

## La regeneració del NAD+
En la cèl·lula hi ha una quantitat limitada de NAD+ que prové de la vitamina niacina que obtenim a partir de la nostra dieta. Per tant, és necessària la regeneració de NAD+ per tal que la glicòlisi continuï, aquesta ruta es dona per mitjà del metabolisme del piruvat. Per exemple, la regeneració del NAD+ durant la reducció del piruvat en lactat o etanol és el que manté operativa la glicòlisi en condicions anaeròbiques.

## Les fermentacions
Les fermentacions proporcionen energia utilitzable en absència d'oxigen, però només produeixen una fracció de l'energia que es pot obtenir de la combustió completa de la glucosa, funcionen en absència d'oxigen, quan realitzem tongades d'exercici intens, ja que la necessitat d'ATP augmenta més ràpidament que la capacitat que té el cos per proveir el múscul d'oxigen. El múscul funciona anaeròbiament i apareix la fatiga (degut a l'acumulació de lactat).

## Gliconeogènesi
La gliconeogènesi és la ruta anabòlica per la qual té lloc la síntesi de nova glucosa a partir de precursors no glucosídics (lactat, piruvat, glicerol i alguns aminoàcids). Té lloc principalment en el fetge i en menor mesura a l'escorça renal. Aquesta ruta metabòlica converteix el piruvat en glucosa. Els precursors no glícids de la glucosa, o bé es converteixen directament en piruvat o entren en la ruta com a intermediaris posteriors, com és el cas de l'oxalacetat o del fosfat de dihidroxiacetona. Els precursors no glícids principals són el lactat, els aminoàcids i el glicerol. El lactat, que es forma al múscul esquelètic actiu quan la velocitat de la glicòlisi excedeix la del metabolisme oxidatiu, es converteix en piruvat gràcies a l'enzim lactat-deshidrogenasa. Els aminoàcids, per la seva banda, que normalment provenen de les proteïnes de la dieta, durant el dejuni ho fan de la degradació de les proteïnes del múscul esquelètic. Finalment, el glicerol s'obté de la hidròlisi dels triacilglicerols dels adipòcits. Malgrat la glicòlisi i la gluconeogènesi tenen certs enzims en comú, cada procés no es pot considerar l'invers de l'altre. Concretament, el passos que són molt exergònics i irreversibles en la glicòlisi no es produeixen en la gluconeogènesis. Això sí, totes dues rutes es regulen recíprocament, de tal manera que la glicòlisi i la gluconeogènesi no es produeixen mai simultàniament en la mateixa cèl·lula d'una forma significativa.
La gliconeogènesi s'estimula per l'hormona insulina, secretada per les cèl·lules beta dels illots de Langerhans del pàncrees i és inhibida per la seva contrarreguladora, l'hormona glucagó, secretada per les cèl·lules alfa dels illots de Langerhans, que estimula la ruta catabòlica anomenada glucogenòlisi per degradar el glicogen emmagatzemat i transformar-lo en glucosa i així augmentar la glucèmia (glucosa en sang).
Des del punt de vista enzimàtic, produir glucosilioses des de lacticosinides costa més del que va produir la seva degradació fosfòrica.
L'equació extrafonamental és:
2 àcids piruvicònics + 4 ATP +2 GTP + 9 NADH + H + 3H₂0→ Glucosa + 4 ADP + 2 GDP +6P + 2 NAD+
El procés de gliconeogènesi també és conegut com a síntesi de nova glucosa.

## Curiositats

### La regulació de la glicòlisi hepàtica es correspon amb la versatilitat bioquímica del fetge
El fetge té funcions bioquímiques molt diverses, principalment, manté el nivell de glucosa a la sang: quan hi ha molta glucosa l'emmagatzema en forma de glicogen i, quan n'hi ha poca, l'allibera. Per exemple, al fetge, la fosfofructocinasa s'inhibeix pel citrat, un intermediari del cicle de Krebs; un elevat nivell de citrat al citoplasma significa que la síntesi de precursors biosintètics és abundant i que, per tant, no cal degradar més glucosa amb aquest propòsit. També hi ha la molècula senyal 2,6-bifosfat de fructosa, un activador potent de la fosfofructocinasa, la concentració de 6-fosfat deshidrogenasa augmenta quan la concentració de glucosa a la sang és elevada i l'abundància de 6-fosfat deshidrogenasa accelera la síntesi de 2-fosfoglicerat i 2,6-bifosfat de fructosa, per tant la glucòlisi s'accelera quan la glucosa és abundant. Un altre enzim que regula l'activitat de la via és la glucocinasa, la seva funció és proporcionar 6-fosfat de glucosa per a la síntesi del glicogen. La baixa afinitat de la glucocinasa per la glucosa del fetge dona preferència al cervell i als músculs quan el subministrament de glucosa és limitat, i assegura que la glucosa no es malbarata quan és abundant.

### El càncer i l'entrenament afecten la glicòlisi de manera semblant
Els tumors presenten un augment en la velocitat de la captació de glucosa i en la glicòlisi, les cèl·lules canceroses creixen més ràpid que els vasos sanguinis que les han de nodrir; per tant, a mesura que el tumor creix són capaces d'obtenir oxigen d'una manera eficient, en aquestes condicions la glicòlisi que duu a la formació de lactat esdevé la principal font d'ATP. Curiosament, l'entrenament anaeròbic també activa la via del lactat i s'observen els mateixos efectes que s'observa en el tumor –augment en la capacitat de generar ATP anaeròbicament i estimulació del creixement de vasos sanguinis- degut a l'actuació del factor de transcripció induïble per hipòxia (HIF-1).